# Glaucidium radiatum
Mocho-pigmeu-da-selva ou mochinho-indiano (Glaucidium radiatum) é uma espécie de ave da família Strigidae. Pode ser encontrado em Bangladesh, Butão, Índia, Mianmar, Nepal e Sri Lanka.